# Charmedia chavarriai
Charmedia chavarriai là một loài tò vò trong họ Ichneumonidae.